# Саймон Діґбі, 4-й барон Діґбі
Саймон Діґбі, 4-й барон Діґбі (18 липня 1657 — 19 січня 1686) — ірландський пер і англійський член парламенту .

## Раннє життя
Діґбі був молодшим сином Кілдера Діґбі, 2-го барона Діґбі, і Мері Ґардінер. Він отримав приватну освіту у священика Вільяма Ролінза в родинному маєтку Коулсгілл, Ворикшир,  до того, як 1 липня 1674 року вступив до коледжу Магдалини в Оксфорді . У 1676 році він був прийнятий до Lincoln's Inn, а в грудні 1677 року змінив свого старшого брата Роберта на посаді барона Діґбі.

## Політична кар'єра
На виборах у жовтні 1679 року Діґбі балотувався в судді від Ковентрі, але його обійшли всі інші кандидати. З 1679 по 1680 рік він був уповноваженим з оцінки Ворикширу, а з 1680 року — віце-лейтенантом графства. Благочестивий і скрупульозний чоловік (він рідко грав в азартні ігри і жертвував будь-які виграші бідним), він особливо докладав зусиль, будучи адвокатом Коулсгілла. Зрештою, у грудні 1682 року він призначив на вікаріат Джона Кеттвелла, тоді відомого як автора «Заходів християнської слухняності».

## Шлюб і нащадки
27 серпня 1683 року він одружився з леді Френсіс Ноель, дочкою Едварда Ноеля, 1-го графа Ґейнсборо, і леді Елізабет Вріотслі (дочкою Томаса Вріотслі, 4-го графа Саутгемптона ). У них була одна дочка; леді Діґбі померла під час пологів і була похована в Коулсгіллі 4 жовтня.
- Шановна Френсіс Діґбі (29 вересня 1684 – 3 травня 1729), вийшла заміж за Джеймса Скадамора, 3-го віконта Скадамора, і мала одну дочку.

## Подальше життя
На виборах 1685 року він повернувся членом парламенту від Ворвіка, імовірно, як і його старший брат, за підтримки лорда Брука. Він був досить активним у парламенті, працюючи в кількох комітетах, і був настільки наполегливим і ефективним оратором проти постійної армії, що його зарахували до числа опозиції та включили до комітету, який написав звернення проти найму римо-католицьких офіцерів. Однак ця діяльність не тривала довго: Діґбі помер 19 січня 1685/6 у Коулсгіллі й був там похований. Кеттвелл виголосив свою похоронну проповідь, як і для леді Діґбі. На баронстві Діґбі змінив його молодший брат Вільям Діґбі залишив пожертвування на школу та богадільні в Коулсгіллі.